# (21130) 1993 FN
(21130) 1993 FN est un astéroïde de la ceinture principale d'astéroïdes découvert en 1993.

## Description
(21130) 1993 FN a été découvert le 23 mars 1993 à l'observatoire de l'université du Mont John, situé près du lac Tekapo en Nouvelle-Zélande, par Alan C. Gilmore et Pamela M. Kilmartin.

### Caractéristiques orbitales
L'orbite de cet astéroïde est caractérisée par un demi-grand axe de 2,54 UA, un périhélie de 1,99 UA, une excentricité de 0,21 et une inclinaison de 10,70° par rapport à l'écliptique. Du fait de ces caractéristiques, à savoir un demi-grand axe compris entre 2 et 3,2 UA et un périhélie supérieur à 1,666 UA, il est classé, selon la JPL Small-Body Database, comme objet de la ceinture principale d'astéroïdes.

### Caractéristiques physiques
(21130) 1993 FN a une magnitude absolue (H) de 14,7 et un albédo estimé à 0,222.